# 188-я артиллерийская бригада большой мощности
188-я артиллерийская бригада — тактическое соединение Сухопутных войск Украины.
Условное наименование — Войсковая часть № (в/ч). Сокращённое наименование — 188 абр.

## История формирования бригады
Оснащены 24 203-мм пушками и 24 240-мм минометами.
С 1980 года имела на вооружении 24 203-мм 2С7 «Пион» и 24 240-мм 2С4 «Тюльпан».
С 1989 года на вооружении бригады находилось 48 2С7 «Пион».
В 1990 году бригада вошла в состав 66-го артиллерийского корпуса, созданного в качестве эксперимента в Прикарпатском военном округе.
С 1992 года перешла под юрисдикцию Украины.
После расформирования корпуса входила в состав 26-й артиллерийской дивизии Западного ОК. Единственная бригада, которая была расположена на Житомирщине за пределами региона дислокации частей дивизии к 1997 году вышла из ее состава. По состоянию на 2001 год находилась в подчинении 8-го армейского корпуса Северного ОК.

## Оснащение
Оснащение на 19.11.1990 (по условиям ДОВСЕ):
- 48 2С7 «Пион» и 1 ПРП-4